# 柳恩涛
柳恩涛（1965年1月—），山东蓬莱人，中国人民解放军海军少将，曾任北部战区海军少将副政治委员。现任中国人民解放军海军政治工作部副主任。

## 生平
柳恩涛曾先后担任海军政治部干部部副部长、92301部队政委、北部战区海军副政治委员。
2016年7月29日，晋升海军少将。在2019年10月1日举行的庆祝中华人民共和国成立70周年大会上，柳恩涛和吴栋柱作为领队率领由12辆导弹车组成的巨浪-2导弹方队接受检阅。这是巨浪-2型潜射战略导弹首次公开亮相。柳恩涛还是山东省第十四届人民代表大会代表。